# Isabela (Basilan)
Isabela (ceb. Dakbayan sa Isabela, ilokański Ciudad ti Isabela, tagalski Lungsod ng Isabela) – miasto na Filipinach, stolica prowincji Basilan (region Półwysep Zamboanga), położone na wyspie Basilan, na południowy zachód od wyspy Mindanao. Według spisu ludności z maja 2020 roku, zamieszkiwało je 130 379 mieszkańców.